# Uladsislau Bulachau
Uladsislau Bulachau (belarussisch Уладзіслаў Булахаў, international nach englischer Umschrift Uladzislau Bulakhau; * 23. Januar 1999) ist ein belarussischer Leichtathlet, der sich auf den Weitsprung spezialisiert hat.

## Karriere
Erste internationale Erfahrungen sammelte Uladsislau Bulachau im Jahr 2015, als er beim Europäischen Olympischen Jugendfestival (EYOF) in der georgischen Hauptstadt Tiflis, bei dem er mit gesprungenen 6,88 m die Bronzemedaille gewann. Ein Jahr später ging Bulachau bei den erstmals ausgetragenen Jugendeuropameisterschaften wieder in Tiflis an den Start, wo ihm 6,87 m jedoch nur zum elften Rang reichten. Bei den Leichtathletik-U20-Europameisterschaften 2017 in Grosseto verhalf Bulachau ein persönlicher Bestwert von 7,85 m zu Platz vier. Nachdem Bulachau 2018 ausschließlich auf nationaler Ebene tätig gewesen war, schloss er die Leichtathletik-U23-Europameisterschaften 2019 im schwedischen Gävle mit 7,67 m als Achter ab. 2021 schied er bei den Halleneuropameisterschaften in Toruń mit 7,52 m in der Qualifikation aus.
2020 wurde Bulachau belarussischer Meister im Weitsprung im Freien sowie von 2019 bis 2021 auch in der Halle.

## Persönliche Bestleistungen
- Weitsprung: 8,10 m (+0,6 m/s), 2. August 2020 in Minsk
  - Weitsprung (Halle): 7,94 m, 21. Februar 2020 in Mahiljou